# Zapadnoestonsko otočje
Zapadnoestonsko otočje (est. Lääne-Eesti saarestik, također Moonsundsko otočje) je skupina estonskih otoka u Baltičkom moru. Ukupna površina je oko 4000 km2. Otočje se sastoji od otoka Saaremaa, Hiiumaa, Muhu, Vormsi i oko 900 drugih manjih otoka. Otočje je od estonskog kopna odvojen tjesnacem/morem Väinameri.

## Zaštićena područja
UNESCO je osnovao rezervat biosfere Zapadnoestonsko otočje 1990. godine u okviru programa Čovjek i biosfera.

## Vanjske poveznice
|  | Zajednički poslužitelj ima još gradiva o temi Zapadnoestonsko otočje |

- The Väinameri Sea Estonica